# Open Castilla y León 1995
L'Open Castilla y León 1995 è stato un torneo di tennis facente parte della categoria ATP Challenger Series nell'ambito dell'ATP Challenger Series 1995. Il torneo si è giocato a Segovia in Spagna dal 7 al 13 agosto 1995 su campi in cemento.

## Vincitori

### Singolare
Rodolphe Gilbert ha battuto in finale  Emilio Sánchez con il punteggio di 7–6, 7–6

### Doppio
Rodolphe Gilbert /  Guillaume Raoux hanno battuto in finale  Sergio Casal /  Emilio Sánchez con il punteggio di 6–4, 6–3